# Stranger in a Strange Land
Stranger in a Strange Land è il quindicesimo singolo pubblicato dagli Iron Maiden.
La copertina del disco ricrea una scena simile ad un episodio del film Guerre stellari ma in molti hanno visto nel ghigno di Eddie una caricatura dell'attore Clint Eastwood.
Oltre alla title track nel disco sono inseriti anche i brani That Girl (cover della band FM in cui milita Andy Barnett, amico di Adrian Smith e suo collaboratore anche nel brano Reach Out inserito nel precedente singolo Wasted Years) e Juanita (cover dei Marshall Fury).

## Tracce
1. Stranger in a Strange Land (Smith) - 5:45
2. That Girl (Goldsworthy/Jupp/Barnett) - 5:04
3. Juanita (Marshall Fury) - 3:47

## Formazione
- Bruce Dickinson - voce
- Adrian Smith - chitarra
- Dave Murray - chitarra
- Steve Harris - basso
- Nicko McBrain - batteria